# د سیسترز آو مرسی
دِ سیسترز آو مرسی (به انگلیسی: The Sisters of Mercy) یک گروه راک انگلیسی است که در سال ۱۹۸۰ در لیدز تشکیل شد. پس از دستیابی به شهرت اولیهٔ زیرزمینی در آنجا، گروه در اواسط دههٔ ۱۹۸۰ پیشرفت تجاری خود را داشت و آن را تا اوایل دههٔ ۱۹۹۰ حفظ کرد، زمانی که آنها در اعتراض به شرکت ضبط خود، گروه وارنر، انتشار آلبوم‌های جدید را متوقف کردند، در حال حاضر، اگرچه آنها فقط یک گروه تور هستند، همچنان به اجرای زندهٔ موسیقی جدید و منتشر نشده ادامه می‌دهند.
این گروه سه آلبوم اصلی استودیویی منتشر کرده است: اولین و آخرین و همیشه (۱۹۸۵)، سرزمین سیلاب (۱۹۸۷) و چشم‌انداز (۱۹۹۰) و هر آلبوم توسط گروه متفاوتی ضبط شد؛ اندرو الدریچ خواننده و ترانه‌سرا و یک دستگاه درام به نام دکتر اولانچ تنها نقاط تداوم در سراسر کارها هستند. الدریچ و اولانچ همچنین در گروه د سیسترهود، یک پروژهٔ جانبی مرتبط با اختلاف الدریچ با اعضای سابق شرکت داشتند.
د سیسترز آو مرسی فعالیت ضبط خود را در اوایل دههٔ ۱۹۹۰ متوقف کردند، زمانی که آنها علیه ایست وست رکوردز اعتصاب کردند، که آنها را متهم به بی‌کفایتی و خودداری از حق امتیاز کردند و گروه را برای انتشار حداقل دو آلبوم استودیویی دیگر تحت فشار قرار دادند. در عوض، این ناشر آلبوم Go Figure را با نام SSV در سال ۱۹۹۷ منتشر کرد. اگرچه د سیسترز آو مرسی در نهایت از قرارداد خود با ایست وست خارج شد، اما هرگز با یک ناشر دیگر امضا نشد و هیچ مادهٔ جدیدی منتشر نکرد. آنها به اجرای زندهٔ آهنگ‌های جدید ادامه داده‌اند.
اعضای سابق گروه، گروه‌های Ghost Dance و The Mission را تأسیس کردند.

## تاریخچهٔ گروه

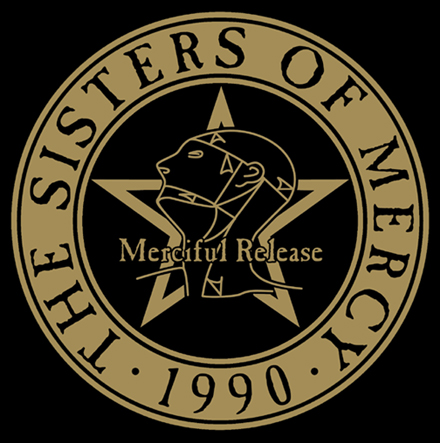
لوگوی د سیسترز آو مرسی، نسخهٔ ۱۹۹۰ با لوگوی اصلی سر و ستارهٔ اقتباس شده از کتاب درسی آناتومی گری ۱۸۵۸

### سال‌های اولیه (۱۹۸۳–۱۹۸۰)
د سیسترز آو مرسی در سال ۱۹۸۰ توسط گری مارکس و اندرو الدریچ در لیدز انگلستان تشکیل شد تا تمایل آنها را برای شنیدن صدای خود در رادیو برآورده کند. گروه در اولین سال فعالیت خود، گروه‌های مختلفی را پشت سر گذاشت. یکی از ترکیب‌های اولیه شامل کیت فولر خواننده و کلر شیرزبی نوازندهٔ کیبورد بود که الدریچ را در درام و مارکس را در گیتار همراهی می‌کردند. پس از انحلال این خط، فقط مارکس و الدریچ درگیر بودند و هر دو نیز وظایف آوازی را بر عهده گرفتند. در طول این مدت، جان لنگفورد در گروه کیبورد می‌نواخت، اما به دلیل اینکه به ندرت در تمرین حاضر می‌شد، آن را ترک کرد.
در پایان سال ۱۹۸۰، تک‌آهنگ «Damage Done/Watch/Home of the Hit-men» ضبط و منتشر شد. در تک‌آهنگ، مارکس از طریق یک تقویت کنندهٔ تمرینی، گیتار می‌نواخت و الدریچ با درام‌هایی بود که از لنگفورد خریده بود. این دو نفر هرکدام روی یک آهنگ نوشتند و خواندند: الدریچ در «Damage Done»، مارکس در «Watch». نام گروه تحت تأثیر فیلم مک‌کیب و خانم میلر (۱۹۷۱) ساخته رابرت آلتمن بود، که آهنگ لئونارد کوهن «Sisters of Mercy» از آلبوم ترانه‌های لئونارد کوهن را به نمایش می‌گذاشت، «زیرا [خودمان را] کاپیتان‌های صنعت می‌خوانیم، چندان خنده‌دار نبود».
گروه مجدداً با کریگ آدامز در بیس جمع شد، در حالی که نوازندگی الدریچ با یک دستگاه درام جایگزین شد و او را مجبور به تمرکز روی آواز کرد. دستگاه درام، دکتر اولانچ (به انگلیسی: Doktor Avalanche) نامگذاری شد و همهٔ جانشینان متعدد آن، این نام را حفظ کردند. الدریچ مسئولیت نوشتن اشعار، دکتر اولانچ برنامه‌نویسی و تولید موسیقی را بر عهده گرفت، در حالی که مارکس و (گاه گاهی) آدامز موسیقی را می‌نوشت.
این به چیزی تبدیل شد که عموماً به عنوان اولین ترکیب گروه واقعی سیسترز شناخته می‌شود. این کار با تجسم دکتر/الدریچ/مارکس/آدامز از گروه شروع شد که در اوایل سال ۱۹۸۱ یک کنسرت در سالن رایلی اسمیت ساختمان اتحادیه دانشگاه لیدز اجرا کردند. از آنجایی که هیچ‌کس نمی‌تواند تاریخ دقیق آن را به خاطر بیاورد، برای اهداف تاریخی، گروه و طرفداران اغلب سالگرد کنسرت ۱۶ فوریه ۱۹۸۱ را در کالج آلکوین، یورک که دومین کنسرت گروه بود جشن می‌گرفتند. با این حال، گروه در این مدت از طریق دو عضو چهارم را طی کرد: گیتاریست‌های تام اشتون و دیو همفری. بعداً در سال ۱۹۸۱، بن گان به عنوان دومین گیتاریست سیسترز استخدام شد. باریتون مالیخولیک الدریچ، بیس تپندهٔ کریگ آدامز، ضرب آهنگ دکتر آوالانچ و گیتار روان مارکس، گروه را به موفقیت اولیهٔ زیرزمینی هدایت کردند. در سال ۱۹۸۲، گروه آهنگ «Body Electric" b/w "Adrenochrome» را برای ناشر CNT ضبط کرد.
تک‌آهنگ‌های گروه به‌طور منظم در نمودارهای مستقل بریتانیا نمایش داده می‌شد؛ در برخی از مجلات مستقل مختلف بریتانیا به آهنگ هفته تبدیل شدند. جان اشتون از گروه the Psychedelic Furs اولین کلاسیک «آلیس» را تولید کرد. EP Reptile House نمونهٔ دیگری از کارهای اولیهٔ سیسترز است و ترانه‌سرایی در حال بلوغ الدریچ را نشان می‌دهد (که همهٔ سازها را نوشته، تولید کرده و [بر اساس گزارش‌ها] می‌نوازد).
اجراهای زندهٔ آنها دارای نسخه‌های جلد بسیاری بود: در میان آنها، ترکیبی متشکل از «Sister Ray» (توسط ولوت آندرگراوند)، «Ghostrider» (توسط Suicide) و «Louie Louie» (نوشتهٔ ریچارد بری) به یک قطعهٔ اصلی تبدیل شدند. تنها چهار مورد از آنها، استوجز «۱۹۶۹»، «Gimme Shelter» از رولینگ استونز، «Emma» از Hot Chocolate و «کوبیدن بر در بهشت» باب دیلن، در نهایت ضبط و در آلبوم سیسترز منتشر شدند (همه به عنوان طرف دوم).
در اواخر سال ۱۹۸۳، پس از تک‌آهنگ بسیار موفق «معبد عشق»، گروه قراردادی را با شرکت ضبط بزرگ وارنر امضا کرد. در همان زمان گان در فضایی تلخ از گروه رفت. گان اظهار داشت که با مسیری که الدریچ گروه را انتخاب می‌کند موافق نیست، که به گفتهٔ گان، این گروه به عنوان یک شوخی با لباس‌های جدی راک اند رول شروع شد، اما در نهایت تبدیل به یک رویه شد. گان همچنین درگیری‌های شخصیتی با الدریچ را دلیل جدایی خود ذکر کرد.

### دورهٔ آلبوم اولین و آخرین و همیشه (۱۹۸۵–۱۹۸۴)
وین هاسی جایگزین گان شد که روی گیتارهای الکتریک و آکوستیک ۱۲ سیم تمرکز داشت و در عین حال به عنوان ترانه‌سرا نیز مشارکت داشت. تجربهٔ استودیویی او با گروه دد اور لایو نیز بسیار ارزشمند بود زیرا سیسترز قصد داشت اولین آلبوم کامل خود را ضبط کند. تور Black October UK (اکتبر تا نوامبر ۱۹۸۴) وضعیت فرقهٔ زیرزمینی گروه را تأیید کرد. با این حال، بیگانگی فزاینده بین الدریچ و سایر اعضای گروه در طول ضبط اولین آلبوم، اولین و آخرین و همیشه از کنترل خارج شد. رو به وخامت گذاشتن سلامتی الدریچ و مشکلات روانی، اوضاع را بدتر کرد. علل این مسائل اغلب در ستون‌های شایعات مطبوعات موسیقی، ان‌ام‌ئی، Melody Maker و Sounds نوشته می‌شد.
اکثر آهنگ‌های آلبوم توسط مارکس، هاسی و آدامز نوشته و تمرین شده‌اند، و الدریچ در آخرین مرحله برای نوشتن شعر و افزودن آواز وارد عمل شد. پس از انتشار آلبوم اولین و آخرین و همیشه به تهیه‌کنندگی دیوید ام. آلن، مارکس در میانهٔ یک تور حمایتی از گروه جدا شد و دلیل آن ناتوانی در ادامه همکاری با الدریچ بود. د سیسترز آو مرسی تور را به صورت سه قطعه کامل کردند و با آخرین کنسرت در رویال آلبرت هال لندن در ۱۸ ژوئن ۱۹۸۵ با هواداران خداحافظی کردند. ویدئوهای ضبط شده این نمایش بعداً با نام «بیداری» منتشر شد. موزیک ویدیویی از آهنگ «سیارهٔ سیاه» نیز منتشر شد که در آن خودروی معروف گروه مانکیز، Monkeemobile حضور داشت. ویدیوهای تبلیغاتی نیز برای تک‌آهنگ‌های «بدن و روح» و «راه رفتن دور» و «وقت گریه نیست» ساخته شد، اما هیچ‌یک از این ویدیوها از جمله «سیارهٔ سیاه» هنوز به‌طور رسمی توسط گروه منتشر نشده است.

### تقسیم: د سیسترهود و د میشن (۱۹۸۶–۱۹۸۵)
اندکی پس از آخرین کنسرت، الدریچ به هامبورگ نقل مکان کرد، جایی که به زودی هاسی به او پیوست. قصد آنها شروع کار بر روی یک آلبوم بعدی بود که نام آزمایشی آن چپ در مأموریت و انتقام بود. هاسی چندین آهنگ نوشته شده برای آلبوم داشت، از جمله «رقص روی شیشه» و «باغ لذت». نسخه‌های دموی هر دو آهنگ با خوانندگی الدریچ ظاهر شد که نشان می‌دهد گروه به‌طور هماهنگ روی مواد کار کرده است.
وقتی آدامز و هاسی گروه را ترک کردند، پاتریشیا موریسون خوانندهٔ آمریکایی و گیتاریست بیس از گروه the Bags و the Gun Club جایگزین آنها شد.
هاسی و آدامز گروه جدیدی به نام د سیسترهود (به انگلیسی: The Sisterhood) را تشکیل دادند. فهرست‌های مجموعه‌شان شامل آهنگ‌هایی بود که هاسی برای د سیسترز آو مرسی در نظر گرفته بود. او بعداً بسیاری از آنها را با گروه جدیدش ضبط و منتشر کرد. در همین حال، الدریچ نسبت به استفاده آنها از نام د سیسترهود با عنوان بیش از حد شبیه به د سیسترز آو مرسی و نام جامعهٔ طرفداران گروهش اعتراض کرد. در تلاشی برای متوقف کردن گروه هاسی، الدریچ، تک‌آهنگ «زمین دادن» را توسط گروه خود، د سیسترهود منتشر کرد. این تک‌آهنگ بعداً با آلبوم جایزه همراه شد. گروه هاسی در نهایت خود را به عنوان د میشن (به انگلیسی: The Mission) نامگذاری کردند. هاسی از آن زمان نسبت به کل حادثه ابراز تاسف کرده است.
 ما هرگز به عنوان سیسترهود ضبط نکردیم، فقط بیرون رفتیم و چند کنسرت اجرا کردیم. … اندرو با عنوان سیسترهود ضبط کرد، و از آنجایی که او چیزی را قبل از ما منتشر کرد، مجبور به ادعای نام شد. … حالا خیلی صادقانه بگویم، فکر می‌کنم اندرو درست می‌گفت. منظورم این است که دو نفر از اعضای گروه می‌روند و با گروه قدیمی خود تجارت می‌کنند؟ مثل این است که دو نفر از اعضای سابق د میشن از آنجا خارج می‌شوند و نام خود را به عنوان مبلغان گروه می‌گذارند. کمی ارزان است.
به گفتهٔ برخی منابع، الدریچ با این انتشارات ظاهراً برندهٔ رقابتی برای پیش پرداخت ۲۵۰۰۰ پوندی (مبلغی که آهنگ «جهاد» در آلبوم جایزه توسط ناشران به اولین عضو د سیسترز آو مرسی ارائه شده بود، برای انتشار هر خروجی برنده شد. این امر الدریچ را به گروه وارنر گره می‌زند و هاسی و آدامز را از قراردادشان با همان شرکت ضبط آزاد می‌کند. به گفته تونی پرین، مدیر د میشن، این پرونده هرگز به دادگاه نرفت و گروه جدید هاسی توانست مطالب خود را از طریق یک رسانه مستقل منتشر کند. با این حال، الدریچ در جای دیگری اظهار داشت که «۰-۰-۰-۵-۲» که «جهاد» را در ال پی سیسترهود باز می‌کند، نشان دهندهٔ مبلغی است که او از د میشن در دادگاه‌های مدنی به‌دست آورده است. او در مصاحبه‌ای که در بوستون ضبط شده است، اظهار می‌دارد که دادگاه‌های انگلیس حق قانونی او و سایر اعضای گروه را برای نام «د سیسترهود» به رسمیت نمی‌شناسند. او گفت که دادگاه‌ها برای ادعای مالکیت نام گروه، که انگیزه‌ای برای تک‌آهنگ اولیه د سیسترهود بود، آزادی را ملزم کردند. پس از انتشار آن تک‌آهنگ، الدریچ رسماً صاحب این نام شد و می‌توانست شکایت کند، که این کار را انجام داد و در این دعوا ۲۵۰۰۰ پوند برنده شد.

### دوران آلبوم سرزمین سیلاب (۱۹۸۹–۱۹۸۷)
الدریچ که به حال خودش رها شد، آلبوم سرزمین سیلاب را ضبط کرد، که نشانگر تغییری از راک مبتنی بر گیتار به سمت یک فضای، راک واگنری و کیبورد محور بود که در جایزه پیشگام بود. این آلبوم توسط الدریچ و لری الکساندر، با مشارکت جیم استاینمن در دو آهنگ، یکی از آنها «این خوردگی» تهیه شده است.
«این خوردگی» قطعه‌ای بود که الدریچ قبلاً یک بار (اگرچه منتشر نشده بود) با همکاران سیسترهود ضبط کرده بود. همچنین، طرف دوم «مشعل» آخرین آهنگ از خط قبلی را به نمایش گذاشت. مدیر وقت بوید استیمسون معتقد است که موفقیت در نمودار برای گروه تعجب‌آور نبود.
ما می‌دانستیم که با این خوردگی چیزی داریم. مکس [هول، مدیر اجرایی A&R وارنرز] با بودجهٔ ۵۰۰۰۰ پوندی وارد جلسه شد. ناشر مطمئن نبود که فرد مناسب را نگه داشته است: آنها فکر می‌کردند شاید باید با وین می‌رفتند، زیرا د میشن در حال برگزاری تور و ضبط بودند. شرکت ضبط گفت: «خب، ۵۰۰۰۰ پوند، این برای یک آلبوم بد نیست.» و مکس گفت: «نه، این برای یک آهنگ است.»
الدریچ بعداً در نظر گرفت که تهیه‌کننده استاینمن نسبت به خود آهنگ‌ها در تأمین بودجه برای تولید بیشتر نقش مهمی داشته است.
الدریچ به یاد می‌آورد که [استاینمن] درگرفتن بودجه از [شرکت ضبط] وارنرز بسیار خوب بود. «ما برای این ضبط پول خرج کردیم که در غیر این صورت نمی‌توانستیم. اما بیشتر آن را در یکی از حومه‌های منچستر ساختم، و جلسات زیادی وجود نداشت که در آن به نیویورک رفتیم و آهنگ‌ها را بر روی رکوردها گذاشتیم. متأسفانه اگر از شنوندگان سبک راک متوسط بپرسید که سیسترز چه صدایی دارد، آنها همیشه به تک‌آهنگ‌های استاینمن فکر می‌کنند.»
گروه در این دوره به صورت زنده اجرا نمی‌کرد، اما از جمله در آهنگ‌های بهترین‌های پاپ بود. «این خوردگی»، «سلطه» و «لوکرتیا انعکاس من» به‌صورت تک‌آهنگ منتشر شدند که ویدیوهای آن‌ها در سال ۱۹۸۸ شات وی اچ اس، همراه با ویدیویی برای «۱۹۵۹» جمع‌آوری شدند.

### دوران آلبوم چشم‌انداز (۱۹۹۳–۱۹۸۹)
تجسم بعدی د سیسترز آو مرسی یک گیتاریست آلمانی ناشناس به نام آندریاس برون بود که ظاهراً الدریچ او را در حال نواختن در میخانه‌ای در هامبورگ کشف کرد و در آوریل ۱۹۸۹ وارد گروه کرد. تونی جیمز نوازندهٔ بیس (نوازندهٔ سابق گیتار گروه Sigue Sigue Sputnik و نوازندهٔ بیس/ترانه‌سرای Generation X)؛ و در آخرین لحظه تیم بریچنو، سابقاً از آل ابات ایو را در گیتار استخدام کرد. ترکیب جدید با آلبوم چشم‌انداز آغاز شد که در اکتبر ۱۹۹۰ به تهیه‌کنندگی الدریچ منتشر شد (یک آهنگ، تک‌آهنگ «بیشتر»، محصول مشترک بود و با استاینمن نوشته شد). در این آلبوم همچنین جان پری گیتاریست با بک آواز توسط مگی ریلی حضور داشت. عنوان برگرفته از نقل قولی از جورج بوش، معاون وقت رئیس‌جمهور وقت آمریکا در سال ۱۹۸۷ است و تغییر جهت دیگری را نشان داد، این بار به سمت راک گیتار محور.
گروه یک تور جهانی ۱۹۹۱–۱۹۹۰ را برای تبلیغ آلبوم راه اندازی کرد. در سال ۱۹۹۱ آنها یک تور بحث‌برانگیز آمریکای شمالی را در دو اقدام با گروه پابلیک انمی ترتیب دادند. از ترس درگیری بین طرفداران سفیدپوست د سیسترز با پیروان سیاهپوست پابلیک انمی، چندین شهر اجراها را ممنوع کردند و تور در نیمه راه لغو شد. در اواخر سال ۱۹۹۱، جیمز، نوازندهٔ بیس، گروه را برای حرفهٔ انفرادی خود ترک کرد. گروه با استفاده از یک آهنگ پشتیبان از پیش ضبط شده ادامه داد. شکست تورهای ایالات متحده به روابط تیره‌شده بین الدریچ و شرکت ضبط جدید سیسترز، EastWest که یکی از زیرمجموعه‌های وارنر است کمکی نکرد (این گروه در سال ۱۹۸۹ به دنبال یک آشفتگی داخلی در وارنر به آن منصوب شد). درگیری‌ها با وارنر منجر به فسخ قرارداد توزیع قطعات موسیقی گروه در ایالات متحده در سال‌های ۱۹۹۲–۱۹۹۱ شد، به این معنی که ضبط‌های بعدی فقط در ایالات متحده به عنوان واردات در دسترس هستند.
تحت اصرار شرکت ضبط، گروه تک‌آهنگ اولیهٔ خود «معبد عشق» را دوباره ضبط کرد (با عوفرا حازا در آواز اضافی و تونی جیمز در بیس) تا مجموعهٔ تک‌آهنگ‌های اولیهٔ منتشر شده مستقل خود را با عنوان برخی دختران به اشتباه سرگردان هستند (۱۹۹۲) تبلیغ کنند. در اوایل سال، گروه آهنگ را در بهترین‌های پاپ با حازا و تونی جیمز اجرا کرد و آخرین باری بود که گروه ضبط چشم‌انداز را روی صحنه به اشتراک گذاشتند.
در ژوئن ۱۹۹۲، الدریچ، بوید استیمسون، مدیر ده سالهٔ گروه را برکنار کرد.
گروه شکسته شده است. من هنوز نمی‌دانم که چگونه یک گروه می‌تواند یک سال در سطح سیسترز تور کند و در پایان آن شکست بخورد [...]، اما من با افرادی که گروه را در لندن مدیریت می‌کنند، جدا شده‌ام.
در همین زمان، بریچنو شروع به تمرکز روی گروه دیگر خود، XC-NN (در اصل، CNN) کرده بود. در همین حال، برون اولین آلبوم انفرادی خود را با نام برون منتشر کرد. برون ادعا کرد که آهنگ‌های این آلبوم برای انتشار بعدی سیسترز پیشنهاد شد، اما الدریچ آن را رد کرد. الدریچ این ادعا را رد کرد و گفت که هرگز به او این آهنگ‌ها پیشنهاد نشده بود.
بریچنو در پایان سال گروه را ترک کرد و در سال ۱۹۹۳ آدام پیرسون جایگزین او شد. پیرسون تنها نوازنده گیتار تک‌آهنگ زیر اسلحه بود که خوانندهٔ اصلی سابق گروه برلین، تری نان در بک خواننده نیز حضور داشت. این آهنگ توسط بیلی هیوز، یکی از نویسندگان آهنگ ساخته شده است. این تک‌آهنگ برای تبلیغ مجموعهٔ «بزرگ‌ترین موفقیت‌ها»، یک مورد کوچک از بمباران بیش از حد (۱۹۹۳) ضبط شد. سومین آلبوم ویدیویی به نام Shot Rev 2.0 نیز منتشر خواهد شد که شامل تمام ویدیوهای Shot اصلی در سال ۱۹۸۸، ویدیوهای تک‌آهنگ‌های چشم‌انداز، «بیشتر»، «دکتر جیپ» و همچنین ویدیوهای «زیر اسلحه» می‌شود. ضبط مجدد «معبد عشق» در سال ۱۹۹۲ و یک ویدیو برای آهنگ آلبوم «بلوار انفجار». برون در سال ۱۹۹۳ گروه را ترک کرد. معلوم شد که این نسخه‌ها آخرین ضبط‌های تجاری تا زمان انتشار جلسات بی‌بی‌سی ۱۹۸۴–۱۹۸۲ در سال ۲۰۲۱ بر روی وینیل برای RSD و سی دی بودند که شامل جان پیل در سال‌های ۱۹۸۲ و ۱۹۸۴ و جلسهٔ دیوید (کید) جنسن در سال ۱۹۸۳ بود.

### دشمنی با ایست‌وست رکوردز و ادامهٔ فعالیت (۲۰۰۵–۱۹۹۳)
پس از آخرین کنسرت‌ها در دسامبر ۱۹۹۳، د سیسترز آو مرسی وارد چیزی شدند که الدریچ آن را «اعتصاب علیه ایست‌وست» نامید. گفته می‌شد که او درگیر مسائل حقوقی پیرامون گروه بوده است. اگرچه الدریچ هرگز معنای پشت پردهٔ این ماجرا را توضیح نداده است، توسط احزاب مختلف گفته شده است که این مشکلات ناشی از تور کوتاه مدت با گروه پابلیک انمی در سال ۱۹۹۱ بود، یا به جای آن، مشکلات مداوم الدریچ با EastWest Records، زیرا گروه هنوز دو آلبوم اصلی استودیویی به آن‌ها بدهکار بود.
در سال ۱۹۹۵، الدریچ دو آهنگ را برای گروه آلمانی Die Krupps ریمیکس کرد و در تک‌آهنگ سارا برایتمن «A Question of Honor» ظاهر شد.
همکاران الدریچ به سراغ گری مارکس، یکی از بنیانگذاران گروه، رفتند تا آهنگ‌هایی را برای آلبوم استودیویی جدید بنویسند. مارکس سپس با الدریچ ملاقات کرد و هر دو بر سر شرایطی که بر اساس آن آهنگ‌های پشتیبان تولید می‌شد به توافق رسیدند. پس از اینکه مارکس در مجموع یازده آهنگ ارائه کرد، الدریچ «بدون اینکه حتی یک کلمه به زبان بیاورد» از پروژه کنار کشید.
در سال ۱۹۹۶، گروه برای چندین کنسرت با حمایت از گروه سکس پیستولز احیا شد و جای برون در ابتدا توسط کریس شیهان گرفته شد. در طول تورهای بعدی، جایگاه گیتاریست بین شیهان و مایک ورجاک می‌چرخید.
در اواخر سال ۱۹۹۷، پس از اینکه شرکت موافقت کرد به جای دو آلبوم که د سیسترز آو مرسی برای آنها تعهدات قراردادی داشتند، مطالب ضبط شده با نام SSV را بپذیرد، قرارداد با ایست‌وست فسخ شد. شرکت موافقت کرد که این مواد را بپذیرد (پهپادهای تکنو مانند با آوازهای اندرو الدریچ، بدون درام) بدون اینکه ابتدا به آن گوش داده باشند. ضبط‌ها هرگز به‌طور رسمی منتشر نشدند و فقط از طریق دزدان ام پی تری منتشر شدند.
پس از انتشار، وب سایت د سیسترز آو مرسی چندین سال حاوی همان «به روز رسانی» بود:
اکنون که رابطهٔ رو به زوال با East West Records رسماً به پایان رسیده است، منطقی به نظر می‌رسید که چند تک‌آهنگ را به‌طور مستقل پخش کنیم، در حالی که ما در حال جمع‌آوری آلبومی هستیم (که معمولاً زمان زیادی می‌برد) و کسی را وادار می‌کنیم تا آن را منتشر کند. کمی انرژی (که معمولاً حتی بیشتر طول می‌کشد). این سری از تک‌آهنگ‌های مستقل قرار بود با نسخه‌ای (البته) از «تابستان» شروع شود. موسیقی «تابستان» توسط آدام پیرسون نوشته شده است. این کلمات توسط اندرو الدریچ نوشته شده است. بسیار زیبا و احتمالاً بسیار بی‌رحمانه است. مثل یک قطار باری می‌رود که با براق‌ترین رنگ‌های زرد و آبی رنگ آمیزی شده است. ما قصد داشتیم نسخهٔ دیگری از آن را اضافه کنیم (آدام در حال تهیه ریمیکس و کلینکس) و یک قطعهٔ سوم که باید یکی از آهنگ‌های جدید دیگر باشد؛ ما تصمیم نگرفتیم کدام یک ممکن است این چیزی بوده باشد که شما از ما شنیده باشید که به صورت زنده اجرا می‌کنیم؛ ممکن است نباشد. چه با یک چیز و دیگری، این نمی‌شد. متاسفیم. ما در حال کار بر روی یک آلبوم، میان چیزهای دیگر هستیم، اما موضوع انتشار تک‌آهنگ در حال حاضر متوقف شده است.

### تاریخ اخیر، تحولات و فعالیت‌های تور جاری (۲۰۰۵–اکنون)
در سال ۲۰۰۵، گروه کریس کاتالیست را برای گیتار به خدمت گرفت و به دنبال آن بن کریستو در گیتار در سال ۲۰۰۶ اضافه شد. کریستو به یاد می‌آورد که می‌گوید: «یک روز بعدازظهر از یک شمارهٔ ناشناس با من تماس گرفته شد. با مقدمهٔ بسیار کم، تماس گیرنده بدون معرفی خود گفت: شاید بخواهیم شما در گروه موسیقی ما باشید.» متعاقباً، در سال ۲۰۰۶، د سیسترز آو مرسی یک تور جهانی را آغاز کردند که در سراسر آمریکای شمالی، اروپا و آمریکای جنوبی پخش شد. گروه فعالیت‌های تور خود را با اجرای برنامه‌های اصلی و جشنواره‌های موسیقی تقریباً هر سال ادامه داده و مطالب منتشر شده و منتشر نشده را به نمایش می‌گذارد.
در سال ۲۰۱۹، کاتالیست که از اخلاق کاری آهستهٔ الدریچ ناامید شده بود، از گروه کنار رفت. دیلن اسمیت گیتاریست استرالیایی به زودی به خدمت گرفته شد.
در سال ۲۰۲۳، اسمیت در اولین روز تور اروپایی پاییز ۲۰۲۳ خود اخراج شد. در نتیجه، کای از Esprit D'Air به زودی در اواسط تور به عنوان گیتاریست جدید آنها استخدام شد. در سال ۲۰۲۳، کریس کاتالیست نیز دوباره به گروه ملحق شد و وظایف اپراتور دکتر اولانچ را انجام داد.
در سال ۲۰۲۴، د سیسترز آو مرسی یک تور آینده در آمریکای شمالی را اعلام کرد که برای پاییز و اجراهایی در سراسر ایالات متحده و کانادا برنامه‌ریزی شده است.

### چهارمین آلبوم استودیویی احتمالی

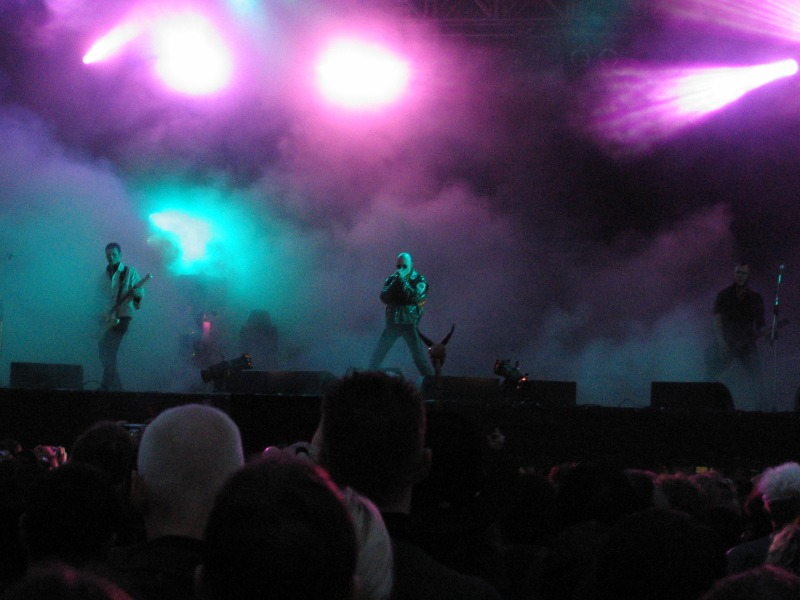
اجرای د سیسترز آو مرسی در جشنوارهٔ M'era Luna در سال ۲۰۰۵.

در اکتبر ۲۰۰۶، مجلهٔ موسیقی ساید لاین اعلام کرد که گروه در حال مذاکره با زیربرچسب یونیورسال W14 Music است. در همان سال، سه نسخهٔ د سیسترز آو مرسی در ۳ نوامبر در اروپا (و ۳۰ اکتبر در ایالات متحده آمریکا) از طریق گروه موسیقی وارنر منتشر شد: اولین و آخرین و همیشه (۱۹۸۵)، سرزمین سیلاب (۱۹۸۷) و چشم‌انداز (۱۹۹۰). همه شامل آهنگ‌های جایزه می‌شدند که از تک‌آهنگ‌های مرتبط گرفته شده بودند.
د سیسترز آو مرسی از سال ۱۹۹۳ مطالب ضبط شدهٔ جدیدی منتشر نکرده است. در سال ۲۰۱۰ الدریچ در مصاحبه با جوئل مک آیور، یکی از همکاران مجلهٔ کلاسیک راک تأیید کرد که در حال حاضر هیچ دلیلی برای انتشار آلبومی نمی‌بیند. در اوت ۲۰۱۰، زمانی که از الدریچ خواسته شد جزئیات بیشتری ارائه دهد، به محدودیت‌های زمانی و کمبود مطالب در دسترس به عنوان برخی از مشکلات اشاره کرد.
گمانه زنی‌ها در مورد انتشار جدید در نوامبر ۲۰۱۶ تمدید شد، زمانی که الدریچ گفت ممکن است در صورت انتخاب دونالد ترامپ به عنوان رئیس‌جمهور، آلبوم جدیدی منتشر کند: «فکر نمی‌کنم اگر این اتفاق بیفتد، بتوانم سکوت کنم.» گروه هنوز هیچ مطلب جدیدی منتشر نکرده است، اما در سال ۲۰۱۷ آنها یک تور اروپایی را در ماه اوت و سپتامبر آغاز کردند. این گروه سیزده آهنگ جدید را در طول کنسرت‌های بین سال‌های ۲۰۱۹ تا ۲۰۲۲ اجرا کرده است، مانند «دری وجود دارد»، «روی یخ رانندگی نکن»، «من با تو تماس خواهم گرفت»، «به من نشان بده (روی عروسک)»، «وقتی من در آتش هستم»، «در ساحل» و «اینجا»، اما هیچ ضبط استودیویی در دسترس نیست. از سال ۲۰۱۲، برخی از برنامه‌ها با حضور میهمان خوانندهٔ ایرلندی لیزا کاتبرت، که نسخهٔ جلد «این خوردگی» خود را روی پیانو اجرا می‌کند، حضور داشت.

## تأثیرگذاری
الدریچ از گروه‌های The Psychedelic Furs، اسلید، Pere Ubu و دیوید بویی به عنوان تأثیرات اصلی خود نام برده و گفته موتورهد، the Cramps و سوزی اند د بنشیز از تأثیرات اولیه او بودند. به گفته جنیفر پارک، به عنوان تأثیرات دیگر بر گروه همچنین از لئونارد کوهن، هاوک‌ویند، گری گلیتر، لو رید و ولوت آندرگراوند، استوجز، Suicide, the Birthday Party و the Fall نام برده است.
در حالی که گروه از طرفداران قابل توجهی با علایق متقابل در فرهنگ به اصطلاح تاریک برخوردار است، د سیسترز آو مرسی در درجهٔ اول خود را یک گروه راک می‌دانند. آنها از ارتباط خود با «خرده‌فرهنگ گوت» از طریق بیانیه‌های عمومی منظم در مطبوعات و شرط‌بندی در سواران قرارداد استاندارد خود جلوگیری کرده‌اند. با این وجود، این امر مانع از آن نشده است که به‌طور منظم در جشنواره‌هایی که این موسیقی در آنها پخش می‌شود، مانند فستیوال M'era Luna ظاهر نشوند.

## اعضای گروه

### اعضای کنونی
- اندرو الدریچ - آواز، کیبورد، گیتار، برنامه‌نویسی درام (۱۹۸۵–۱۹۸۰، ۱۹۸۷-اکنون)، درام (۱۹۸۰)
- بن کریستو – گیتار، بک خواننده، بیس (۲۰۰۶–اکنون)
- کای – گیتار، بک خواننده (۲۰۲۳–اکنون)
- کریس کاتالیست – گیتار، بک خواننده (۲۰۱۹–۲۰۰۵)، اپراتور دکتر اولانچ (۲۰۲۳–اکنون)

### اعضای پیشین
- گری مارکس - گیتار، (۱۹۸۵–۱۹۸۰) آواز (۱۹۸۰)
- کیت فولر – آواز (۱۹۸۰)
- کلر شیرزبی – کیبورد (۱۹۸۰)
- جان لنگفورد – کیبورد (۱۹۸۰)
- دیو همفری – گیتار (۱۹۸۱)
- تام اشتون - گیتار (۱۹۸۱)
- کریگ آدامز – بیس (۱۹۸۵–۱۹۸۱)
- بن گان – گیتار (۱۹۸۳–۱۹۸۱)
- وین هاسی - گیتار، بک خواننده (۱۹۸۵–۱۹۸۳)
- پاتریشیا موریسون – بیس، بک خواننده (۱۹۸۹–۱۹۸۷)
- آندریاس برون – گیتار (۱۹۹۳–۱۹۸۹)
- تونی جیمز – بیس (۱۹۹۱–۱۹۸۹)
- تیم بریچنو – گیتار (۱۹۹۲–۱۹۹۰)
- آدام پیرسون - گیتار، بک خواننده، بیس (۲۰۰۶–۱۹۹۳)
- کریس شیهان – گیتار، بک خواننده (۱۹۹۶، ۲۰۰۵–۲۰۰۰)
- مایک ورجاک – گیتار (۲۰۰۰–۱۹۹۷)
- دیلن اسمیت – گیتار، بک خواننده (۲۰۲۳–۲۰۱۹)

### نوازندگان پیشین تور
- دن دونوان – کیبورد (۱۹۹۱–۱۹۹۰)
- سیمون دنبیگ – اپراتور دکتر اولانچ (۲۰۱۲–۱۹۹۶)
- راوی دیوی – اپراتور دکتر اولانچ (۱۹۹۶، ۲۰۰۸، ۲۰۲۳–۲۰۱۲)

### دکتر اولانچ
تجسم اولیهٔ دکتر اولانچ یک باس کورپوریشن DR-55 (Doctor Rhythm) بود. دکتر بعداً با رولند TR-606 جایگزین شد و به زودی با یک رولند تی‌آر-۸۰۸ و در آخر با یک TR-909 جایگزین شد. در یک آلبوم، اولین و آخرین و همیشه، یک ماشین درام DMX Oberheim نام دکتر را داشت.
با افزایش منابع مالی حاصل از فروش آلبوم، دکتر به یاماها RX5 ارتقا یافت و متعاقباً توسط سمپلرهای آکائی S900 و S1000 تقویت شد. یک آکائی S3200 به عنوان تجهیزات استودیو استفاده شده است. بلافاصله پس از آن، اولین دکتر دیجیتال به شکل مجموعه‌ای از رایانه‌های شخصی قابل حمل کامپک ظاهر شد که به دلیل عدم وجود قطعات یدکی، نگهداری از آنها غیرممکن شد.
در سال‌های اخیر «دکتر دیجیتال» به یک لپ‌تاپ سفارشی که توسط الدریچ طراحی شده و توسط یک شرکت نرم‌افزار و سخت‌افزار نظامی انگلیسی ساخته شده است، منتقل شده است. برای مدتی در گروه تقسیم‌بندی وجود داشت که آیا دکتر باید به مکینتاش در حال اجرا Logic منتقل شود یا همان‌طور که هست باقی بماند.
الدریچ در مصاحبه‌ای در سال ۲۰۱۱ با یک ایستگاه رادیویی نیوزلند گفت که دکتر اولانچ اکنون یک لپ‌تاپ مک بوک پرو است که محیط کار صوتی دیجیتال Steinberg Cubase را اجرا می‌کند. دکتر اولانچ همچنین ستون مشاورهٔ آنلاین در وب سایت گروه را «اجرا می‌کند».

## ترانه‌شناسی
- اولین و آخرین و همیشه (۱۹۸۵) First and Last and Always
- سرزمین سیلاب (۱۹۸۷) Floodland
- چشم‌انداز (۱۹۹۰) Vision Thing